# 사크섬 축구 국가대표팀
사크섬 축구 국가대표팀은 영국에 속해있는 채널 제도의 한 지역인 사크섬을 대표하는 축구팀이다. 이 팀은 FIFA 및 유럽 축구 연맹 회원국이 아니기 때문에 FIFA 및 유럽 축구 연맹이 주관하는 대회에는 참가하지 않으며 아일랜드 게임 축구에만 참가한다. 아일랜드 게임 축구에는 2003년 대회에 유일하게 출전하여 이 대회에서 14위에 그쳤다.